# Libro de familia
Libro de familia va ser una sèrie gallega emesa entre 2005 i 2013 emesa per TVG i produïda per El Correo Gallego. La història transcorre en Santalla, una típic poble d'interior gallec ambientat en els anys 60 i protagonitzada per famílies de diferent classe social.

## Sinopsi[4]
La sèrie tracta de la vida de tres famílies gallegues que pertanyen a diferents grups socials i viuen en Santalla. La família Cabanas, agricultors des de sempre i propietaris d'una botiga d'ultramarins, conviuen amb la família Lamela, una saga de cacics que van tornar rics de Veneçuela després d'emigració però tenen comptes pendents amb Freire. La sèrie està ambientada en els anys 60 quan sorgeixen les cooperatives, la indústria i quan l'emigració produïa diners. Cada capítol barreja moments d'amor, drama i humor. Una trentena de veïns de Melide van participar com a extres en la sèrie, la primera que dirigeix una dona.

## Repartiment
- Manuel San Martín - Manuel Cabanas
- Mayka Braña - Sara Cebrián
- Lucía Regueiro - María Cabanas Cebrián
- Gonzalo Uriarte - Cosme Cabanas
- Diana Nogueira - Deli Cebrián
- Abelardo Gabriel (†) - Don Román Lamela Parga
- Mara Sánchez - Dona Laura Saavedra
- Rubén Riós - Marcos Lamela
- Paula Carballeira - Carmiña
- Casilda Alfaro - Doña Elvira
- Santi Prego - Pepe
- (Abandonà la sèrie) Anxo Carbajal - Senén Rego
- Suso Cortegoso - Álvaro García
- Celso Parada - Armando Freire
- Julio Pereira - Tomás Ribera
- Manolo Romón - Padre Don Venancio
- Antonio Mourelos - Ramón Balseiro
- Manu Fernández - Milucho
- Monti Castiñeiras - Telmo Seoane
- Uxía Blanco - Lupe Ramos
- (Abandonà la sèrie) Miro Magariños - Elías
- (Abandonà la sèrie) Iolanda Muíños - María Luisa "Marisiña" Couto Espósito
- Manuela Varela - Pili

## Guia d'episodis
| Temporada | Capítols | Estrena                | Final                  | Audiència mitjana | Audiència mitjana | Audiència mitjana |
| Temporada | Capítols | Estrena                | Final                  | Espectadors       | Share             |                   |
| --------- | -------- | ---------------------- | ---------------------- | ----------------- | ----------------- | ----------------- |
| 1         | 13       | 13 de febrer de 2005   | 8 de maig de 2005      | 296.000           | 29,40%            |                   |
| 2         | 13       | 14 de maig de 2005     | 4 de setembre de 2005  | 302.000           | 29,90%            |                   |
| 3         | 13       | 11 de setembre de 2005 | 4 de desembre de 2005  | 279.000           | 28,21%            |                   |
| 4         | 14       | 11 de desembre de 2005 | 12 de març de 2006     | 271.000           | 26,29%            |                   |
| 5         | 14       | 19 de març de 2006     | 18 de juny de 2006     | 226.000           | 23,78%            |                   |
| 6         | 13       | 17 de setembre de 2006 | 10 de desembre de 2006 | 204.000           | 20,08%            |                   |
| 7         | 13       | 17 de desembre de 2006 | 25 de març de 2007     | 183.000           | 17,65%            |                   |
| 8         | 13       | 1 d'abril de 2007      | 8 de juliol de 2007    | 185.000           | 16,94%            |                   |
| 9         | 13       | 30 de setembre de 2007 | 23 de desembre de 2007 | 170.218           | 15,35%            |                   |
| 10        | 13       | 30 de desembre de 2007 | 30 de març de 2008     |                   |                   |                   |
| 11        | 13       | 6 d'abril de 2008      | 29 de juny de 2008     |                   |                   |                   |
| 12        | 15       | 14 de setembre de 2008 | 21 de desembre de 2008 |                   |                   |                   |
| 13        | 13       | 4 de gener de 2009     | 29 de març de 2009     |                   |                   |                   |
| 14        | 13       | 5 d'abril de 2009      | 28 de juny de 2009     |                   |                   |                   |
| 15        | 15       | 20 de setembre de 2009 | 27 de desembre de 2009 |                   |                   |                   |
| 16        | 13       | 3 de gener de 2010     | 28 de març de 2010     |                   |                   |                   |
| 17        | 13       | 4 d'abril de 2010      | 27 de juny de 2010     |                   |                   |                   |
| 18        | 13       | 26 de setembre de 2010 | 19 de desembre de 2010 |                   |                   |                   |
| 19        | 13       | 2 de gener de 2011     | 27 de març de 2011     |                   |                   |                   |
| 20        | 19       | 3 d'abril de 2011      | 8 de gener de 2012     |                   |                   |                   |
| 21        | 18       | 15 de gener de 2012    | 13 de maig de 2012     |                   |                   |                   |
| 22        | 29       | 28 d'octubre de 2012   | 12 de maig de 2013     |                   |                   |                   |

## Premis i nominacions
Ha rebut 13 nominacions als Premis Mestre Mateo als 2005, 3 als 2006 i 7 als 2008. A les edicions dels 2007, 2009 i 2010 la sèrie no va ser presentada pels seus gestors, de manera que no va poder competir en cap categoria.
També va rebre un Premi Galícia de Comunicació i un Premi ATV de l'Acadèmia Espanyola de Ciències i Arts de la Televisió el 2006.
Premis Mestre Mateo
| Anys | Categoria                     | Receptor                  | Resultat |
| ---- | ----------------------------- | ------------------------- | -------- |
| 2008 | Millor director               | Marta Piñeiro             | Nominada |
| 2008 | Millor director               | Giselle Llanio            | Nominada |
| 2008 | Millor direcció d'art         | Inés Rodríguez            | Nominada |
| 2008 | Millor so                     | Son do Tagalem            | Nom      |
| 2008 | Millor fotografia             | Sergio Franco             | Nominada |
| 2008 | Millor maquillatge i pentinat | Ana Muiño i Fani Mosquera | Nominada |
| 2008 | Millor disseny de vestuari    | María Fandiño             | Nominada |
| 2012 | Millor actriu de repartiment  | Mara Sánchez              | Nominada |